# Anastrophyllum hamatum
Anastrophyllum hamatum là một loài rêu trong họ Anastrophyllaceae. Loài này được Gottsche & Hampe Stephani mô tả khoa học đầu tiên năm 1893.